# Nelo Vingada
Eduardo Manuel Martinho Vingada, detto Nelo Vingada (Serpa, 30 marzo 1953), è un allenatore di calcio ed ex calciatore portoghese.

## Carriera

### Allenatore
Mosse i primi passi da tecnico come assistente prima al Belenenses e successivamente all'Académica de Coimbra, dove affiancò Mário Wilson durante la stagione 1982-1983. In seguito sedette in panchina come allenatore della prima squadra di Sintrense e Vilafranquense. Nel 1986 fu nominato vice di Carlos Queiroz, commissario tecnico del Portogallo under 20, e partecipò in tale ruolo alle vittorie del campionato del mondo Under-20 1989 e della seguente edizione di Portogallo 1991.
Nel 1993-1994 guidò invece la selezione maggiore, non centrando la qualificazione a Stati Uniti 1994, e venne pertanto incaricato di allenare l'Under-20 al campionato del mondo Under-20 1995, chiudendo la competizione al terzo posto. Continuò poi il suo lavoro all'interno della Nazionale sedendosi in panchina durante le Olimpiadi di Atlanta 1996, perdendo in semifinale contro l'Argentina e venendo sconfitto nella finale per il 3º posto dal Brasile. Nel 1996 cambiò per la prima volta continente, accettando l'offerta della Federazione calcistica saudita di diventare CT della Nazionale araba, vincendo subito la Coppa d'Asia 1996 e qualificandosi per il campionato del mondo 1998; nonostante i buoni risultati, però, al suo posto però venne chiamato Otto Pfister. Passò dunque due stagioni come vice di Graeme Souness alla guida del Benfica.
Tra il 1999 e il 2003, Vingada allenò il Marítimo, squadra di Madera, aiutandola a rimanere in Primeira Liga e portandola anche alla finale della Coppa del Portogallo. La stagione successiva si trasferì in Africa per guidare l'El Zamalek in Egitto, vincendo sia il campionato egiziano che la Supercoppa CAF contro il Wydad Casablanca in una sola stagione. Una volta esonerato dal club nordafricano tornò in Portogallo prima di sedersi sulla panchina proprio del Wydad, seppur per un breve periodo. Dal 2007 al 2009 allenò invece la Nazionale di calcio della Giordania durante le qualificazioni per Sudafrica 2010, dimettendosi in seguito al fallimento dell'obiettivo della seconda fase.
Il 14 dicembre 2009 firmò per il Seul, che guidò per tutto il 2010. Dal 2011 al 2012 allenò i cinesi del Dalian Shide. Nel 2013 fu vice commissario tecnico della nazionale iraniana, per poi passare, nel 2014, ad allenare la nazionale iraniana Under-23, con un contratto biennale valido sino alle Olimpiadi di Rio de Janeiro. Il 9 novembre 2014 fu sollevato dall'incarico dopo i risultati negativi ottenuti ai Giochi Asiatici 2014.
Nel luglio 2016 fu ingaggiato dal North East United, in India.
Il 15 maggio 2017 passa a ricoprire l'incarico di commissario tecnico della nazionale malese.

## Palmarès

### Allenatore

#### Competizioni nazionali
- Campionato egiziano: 1

Zamalek: 2002-2003

#### Competizioni internazionali
- Supercoppa CAF: 1

2003

#### Nazionale
- Coppa d'Asia: 1

1996